# Алтат (Пировский район)
Алтат — село в Пировском районе Красноярского края. Входит в состав Кетского сельсовета.

## География
Село находится на расстоянии примерно 54 км (по прямой) на запад от села Пировское, административного центра района.

### Климат
Климат в районе резко континентальный. Самый теплый месяц — июль, со средней температурой +17,8 °С, с абсолютным максимумом +34,6 °С. Самый холодный месяц — январь: средняя температура составляет –20,1 °С, абсолютный минимум –52,5 °С.

## История
Упоминается как зимовье в 1734 году. В 1783 году населённый пункт упоминается уже как село.

## Население
| 2010 | 2012 | 2013 | 2014 | 2015 | 2016 | 2017 |
| ---- | ---- | ---- | ---- | ---- | ---- | ---- |
| 111  | ↘106 | →106 | ↘103 | ↘102 | ↗103 | ↘102 |

### Национальный состав
Согласно результатам переписи 2002 года, в национальной структуре населения русские составляли 95 % из 159 чел.